# Michal Tučný – Best Of – 46 zlatých hitů
Michal Tučný (Best Of - 46 zlatých hitů je kompilační album českého zpěváka Michala Tučného vydané roku 2006, společností Supraphon. Jedná se o skladby z vlastní tvorby Michala Tučného a Zdeňka Rytíře, ale i o cover verze zahraničních hitů.

## Seznam skladeb
CD 1
| Pořadí | Název                       | Délka |
| ------ | --------------------------- | ----- |
| 1.     | Poslední kovboj             | 3:12  |
| 2.     | Blues Folsomské věznice     | 2:27  |
| 3.     | Vlak půlnoční               | 3:06  |
| 4.     | Rovnou, tady rovnou         | 2:43  |
| 5.     | Dnešní noc bude dlouhá      | 3:37  |
| 6.     | Blízko Little Big Hornu     | 2:58  |
| 7.     | Toulavej song               | 2:23  |
| 8.     | El Paso (s Tomášem Linkou)  | 3:23  |
| 9.     | Značkovací železo           | 2:08  |
| 10.    | Odjíždím v dál              | 2:17  |
| 11.    | Ještě je čas                | 3:20  |
| 12.    | Šest bílých koní            | 2:25  |
| 13.    | Sundej z hodin závaží       | 2:56  |
| 14.    | Dávej vlnu dálkám           | 3:16  |
| 15.    | Hotel zvon                  | 2:16  |
| 16.    | Snídaně v trávě             | 2:50  |
| 17.    | Modrá z džín                | 4:33  |
| 18.    | Báječná ženská              | 4:08  |
| 19.    | Vánek s vůní burčáku        | 3:31  |
| 20.    | Koukám jak celá země vstává | 3:35  |
| 21.    | Pár rezavejch kolejí        | 2:38  |
| 22.    | Dilema                      | 3:14  |
| 23.    | Boty z kůže toulavejch psů  | 2:56  |
| 24.    | Tam u nebeských bran        | 3:48  |
| 25.    | Ještě dlouhou cestu mám     | 3:34  |

CD 2
| Pořadí | Název                                         | Délka |
| ------ | --------------------------------------------- | ----- |
| 1.     | Cesty toulavý                                 | 2:25  |
| 2.     | Pověste ho vejš                               | 4:05  |
| 3.     | Rád se brouzdám rosou                         | 2:38  |
| 4.     | Abych tu žil                                  | 3:34  |
| 5.     | Chtěl bych být medvídkem (se Zdeňkem Rytířem) | 3:30  |
| 6.     | Jak chcete žít bez koní                       | 6:18  |
| 7.     | Všichni jsou už v Mexiku                      | 4:16  |
| 8.     | Nejlíp umím slibovat                          | 3:12  |
| 9.     | Vzdušné zámky                                 | 3:14  |
| 10.    | Měsíčku                                       | 4:12  |
| 11.    | S proudem si plout                            | 3:22  |
| 12.    | Starýho psa novým kouskům nenaučíš            | 4:13  |
| 13.    | Umět se narodit                               | 3:38  |
| 14.    | Byl jsi nejsprávnější chlap                   | 3:08  |
| 15.    | Kosmickej vandr                               | 4:32  |
| 16.    | Medicinman                                    | 4:16  |
| 17.    | Starej harmonikář                             | 3:35  |
| 18.    | V uličkách města Bakersfield                  | 2:45  |
| 19.    | Pouliční zpěvák                               | 4:15  |
| 20.    | Jižanský rok                                  | 3:14  |
| 21.    | Já budu žít navěky                            | 2:45  |

## Hudební aranžmá
CD 1
1. Poslední kovboj – hudba a text: Zdeněk Rytíř
2. Blues Folsomské věznice (Folsom Brison Blues) – Johnny Cash / Jan Vyčítal
3. Vlak půlnoční (I'm So Lonesome I Could Cry) – Hank Williams / Jan Vyčítal
4. Rovnou, tady rovnou (Roll On Buddy Roll On) – Doyle Willburn, Teddy Willburn / Jan Vyčítal
5. Dnešní noc bude dlouhá (Soldier's Last Letter) – Ernest Tubb, Redd Stewart / Jan Vyčítal
6. Blízko Little Big Hornu (Little Big Horn/Jim Bridger Story) – Leon Payne / Jan Vyčítal
7. Toulavej song (Last Thing On My Mind) – John Hartford / Jan Vyčítal
8. El Paso (s Tomášem Linkou) – Marty Robbins / Jan Vyčítal
9. Značkovací železo (Cowpoke) – Tillman Franks, David Houston / Jan Vyčítal
10. Odjíždím v dál (I'm A Long Gone Daddy) – Hank Williams / Jan Vyčítal
11. Ještě je čas (For The Good Times) – Kris Kristofferson / Jan Vyčítal
12. Šest bílých koní (Six White Horses) – Larry Murray / Jan Vyčítal
13. Sundej z hodin závaží (Help Me Make It Through The Night – Kris Kristofferson / Jan Vyčítal
14. Dávej vlnu dálkám – hudba: Aleš Sigmund, text: Michal Bukovič
15. Hotel zvon – hudba: Jaroslav Bajer a Michal Tučný, text: Petr Novotný
16. Snídaně v trávě (Sea Of Heartbreak) – Hal David, Paul Hampton / Zdeněk Rytíř
17. Modrá z džín – hudba a text: Michal Tučný
18. Báječná ženská (Good Hearted Woman) – Waylon Jennings, Willie Nelson / Zdeněk Rytíř
19. Vánek s vůní burčáku – hudba: Jiří Zmožek, text: Zdeněk Rytíř
20. Koukám, jak celá země vstává – hudba: Daniel Dobiáš, text: Zdeněk Rytíř
21. Pár rezavejch kolejí – hudba a text: Michal Tučný
22. Dilema – hudba: Zdeněk Rytíř, text: Miroslav Černý
23. Boty z kůže toulavejch psů – hudba a text: Zdeněk Rytíř
24. Tam u nebeských bran – hudba: Jiří Zmožek, text: Zdeněk Rytíř
25. Ještě dliuhou cestu mám – hudba a text: Zdeněk Rytíř

CD 2
1. Cesty toulavý (On The Road Again) – Willie Nelson / Zdeněk Rytíř
2. Pověste ho vejš – hudba a text: Zdeněk Rytíř
3. Rád se brouzdám rosou – hudba: Jan Spálený, text: Zdeněk Rytíř
4. Abych tu žil – hudba: Pavel Krejča, text: Zdeněk Rytíř
5. Chtěl bych být medvídkem (The Teddy Bear Song) – Nick Nixon, Donald Leroy Earl / Zdeněk Rytíř
6. Jak chcete žít bez koní – hudba a text: Zdeněk Rytíř
7. Všichni jsou zž v Mexiku (They All Went To Mexico) – Dane Gregory Brown / Zdeněk Rytíř
8. Nejlíp umím slibovat – hudba: Zdeněk Rytíř, text: Miroslav Černý
9. Vzdušné zámky – hudba a text: Zdeněk Rytíř
10. Měsíčku (Cajun Moon) – John Weldon Cale / Zdeněk Rytíř
11. S proudem si plout – hudba: Zdeněk Rytíř, text: Michal Horáček
12. Starýho psa novým kouskům nenaučíš – hudba: Zdeněk Rytíř, text: Michal Horáček
13. Umět se narodit – hudba a text: Zdeněk Rytíř
14. Byl jsi nejsprávnější chlap – hudba: Zdeněk Rytíř, text: Miroslav Černý
15. Kosmickej vandr – hudba a text: Zdeněk Rytíř
16. Medicinman – hudba a text: Zdeněk Rytíř
17. Starej harmonikář – hudba: Jiří Zima, text: Michal Tučný
18. V uličkách města Bakersfield (Streets Of Bakersfield – Homer Joy / Vladimír Poštulka
19. Pouliční zpěvák – hudba a text: Zdeněk Rytíř
20. Jižanský rok – hudba a text: Zdeněk Rytíř
21. Já budu žít navěky (Live Forever) – Billy Joe Shaver a Edwin Joe Shawer / Zdeněk Rytíř